# Iurus kinzelbachi
Espèce
Iurus kinzelbachi est une espèce de scorpions de la famille des Iuridae.

## Distribution
Cette espèce se rencontre en Turquie dans les provinces d'Aydın et d'İzmir et en Grèce à Samos.

## Description
Le mâle holotype mesure 78,35 mm et la femelle paratype 80,55 mm.

## Étymologie
Cette espèce est nommée en l'honneur de Ragnar Kinzelbach.

## Publication originale
- Kovařík, Fet, Soleglad & Yağmur, 2010 : Etudes on iurids, III. Revision of the genus Iurus Thorell, 1876 (Scorpiones: Iuridae), with a description of two new species from Turkey. Euscorpius, no 95, p. 1−212 (texte intégral).